# Cariño (kommun)
Cariño är en kommun i Spanien. Den ligger i provinsen A Coruña i den autonoma regionen Galicien i nordvästra delen av landet, 500 km väster om huvudstaden Madrid. Antalet invånare är 3 691 (2024). Arean är 47,19 kvadratkilometer.